# ادوارد هاینریش هینوخ
ادوارد هاینریش هینوخ (آلمانی: Eduard Heinrich Henoch؛ ۱۸۲۰ – ۱۹۱۰) یک پزشک اهل آلمان و استاد دانشگاه هومبولت برلین بود.
او نوهٔ موریتس هاینریش رومبرگ بود و پس از اتمام تحصیلاتش، به عنوان متخصص کودکان مشغول به کار شد. وی در سال ۱۹۶۸ میلادی، رابطهٔ بین دردهای کولیکی شکم، اسهال خونی، دردهای مفصلی و راش‌های پوستی را به بیماری «پورپورای آلرژیک غیر ترومبوپنیک» که کمی قبل‌تر توسط استاد خودش یوهان لوکاس شونلاین توصیف شده بود، شرح داد و کمی بعد، این بیماری به افتخار این دو نفر، «پورپورای هنوخ شوئن‌لاین» نام گرفت که البته امروزه آنرا به نام «واسکولیت IgA» می‌شناسند.